# گری مابوت
گری مابوت (به انگلیسی: Gary Mabbutt) بازیکن فوتبال زادهٔ ۲۳ اوت ۱۹۶۱ اهل انگلستان بود که سابقهٔ بازی در تیم ملی فوتبال انگلستان را در کارنامهٔ خود دارد. وی در تاریخ ۱۳ اکتبر ۱۹۸۲ نخستین بازی ملی خود را در مقابل تیم ملی فوتبال آلمان غربی انجام داد و با حضور در ۱۶ بازی ملی، در تاریخ ۹ سپتامبر ۱۹۸۷ واپسین بازی ملی‌اش را در برابر تیم ملی فوتبال چکسلواکی برگزار کرد.
این بازیکن توانسته در بازی‌های ملی، ۱ گل به ثمر برساند.